# MV Lyubov Orlova
Le Lyubov Orlova, construit sous le nom de Lyubovy Orlova (en russe : Любовь Орлова), est un navire de croisières d'exploration de la classe Mariya Yermolova construit en Yougoslavie en 1976. Il a été nommé en hommage à Lioubov Petrovna Orlova, une actrice russe et également l'actrice préférée de Joseph Staline.

## Histoire
Le Lyubovy Orlova est un navire d'exploration scientifique construit en 1975 par les chantiers Titovo Brodogadimoste Kraljevica de Kraljevica pour la compagnie soviétique Far Eastern Shipping Company. Il est mis en service le 19 juillet 1976. Il effectue des croisières en Antarctique.
En 1981, il obtient la médaille de l'Ordre de l'Amitié des Nations pour avoir participé à un sauvetage en mer. 
En 1999, il est vendu à la compagnie Marine Expéditions et renommé Lyubov Orlova. En 2002, il est rénové. 
Le 27 novembre 2006, il s'échoue sur l’île de la Déception. Il est déséchoué par le brise-glace espagnol Las Palmas. 

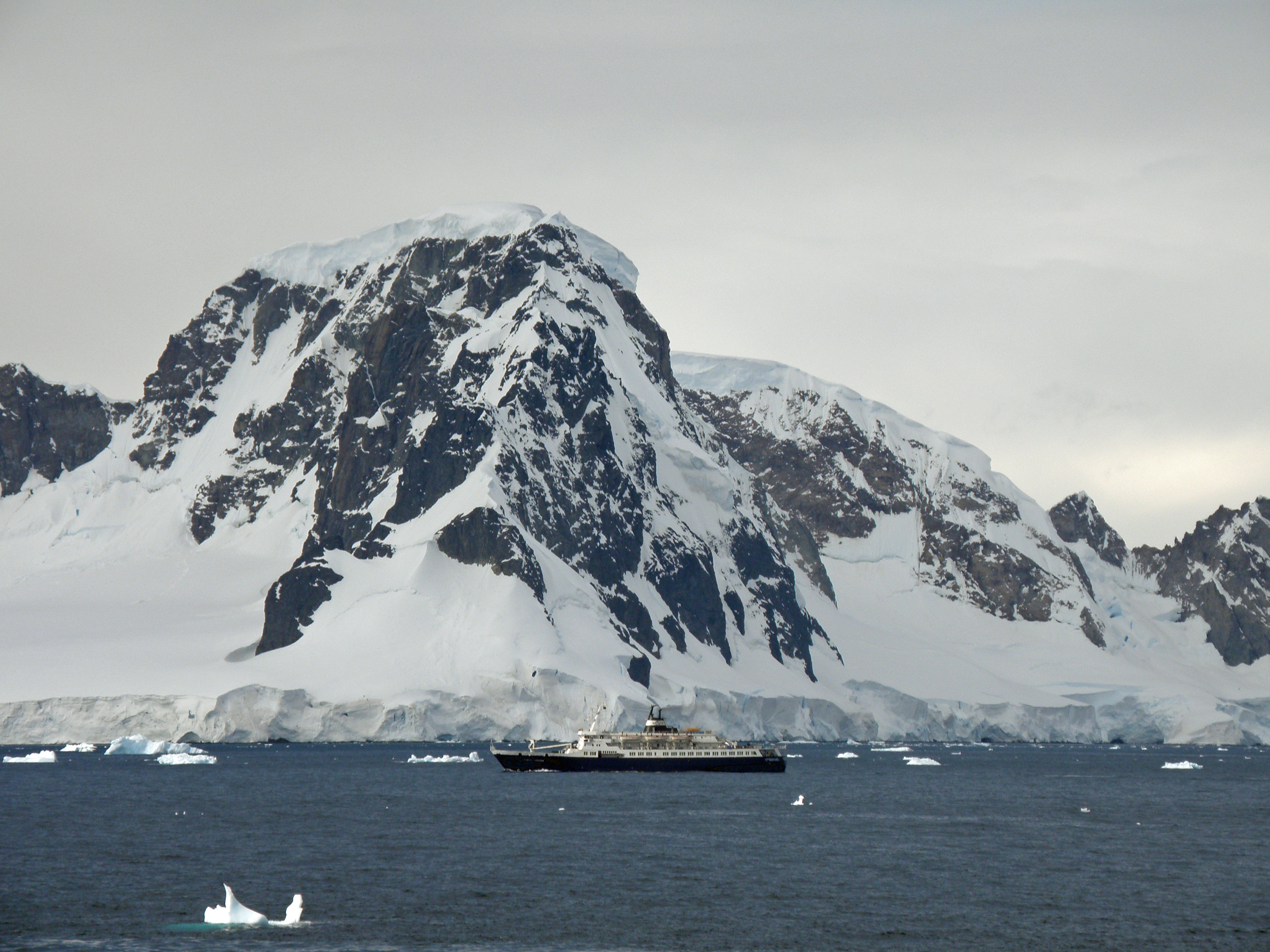
Le MV Lyubov Orlova dans le détroit de Gerlache - Péninsule antarctique - Février 2010.

En septembre 2010, il est immobilisé dans le port de Saint-Jean de Terre-Neuve pour des factures impayées. De plus, l'équipage n'a pas été payé depuis cinq mois. En 2012, il est vendu à la compagnie Neptune International Shipping qui souhaite le faire démanteler en République dominicaine.

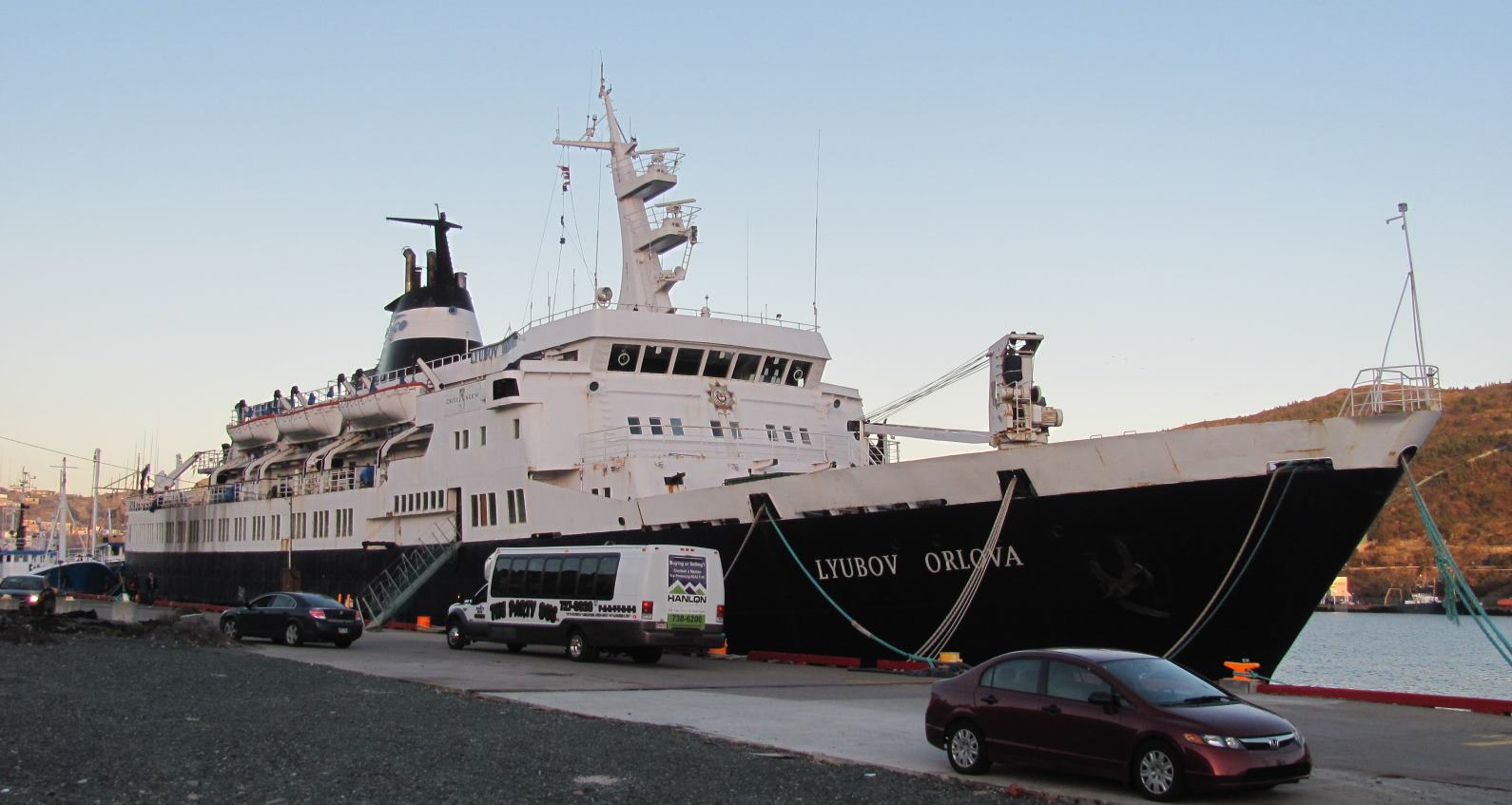
Le Lyubov Orlova immobilisé à Saint-Jean de Terre-Neuve - Octobre 2012.

Le 23 janvier 2013, le Lyubov Orlova quitte Saint-Jean de Terre-Neuve en remorque à destination de la République dominicaine. Mais le lendemain, le câble de remorquage cède lors d'une tempête. La remorque ne peut pas être retendue. Le Charlene Hunt, le remorqueur censé l'amener en République dominicaine, rentre au port par sécurité pour son équipage. Le Lyubov Orlova part à la dérive. 
Le 30 janvier 2013, soit 6 jours après la rupture de son câble de remorquage, il est repéré au large d'une plate-forme pétrolière. Afin d'éviter une collision avec celle-ci, il est pris en remorque par le navire de ravitaillement offshore Atlantic Hawke, mais le Canada lui ordonne de laisser le Lyubov Orlova à la dérive car celui-ci est entré dans les eaux internationales et ne représente plus un danger pour la plate-forme pétrolière car il en a été écarté. 
Il est ensuite perdu puis retrouvé à deux reprises, le 4 février 2013 et le 20 février 2013. Le 23 février à 0 h 49, sa balise de détresse s'active. Les autorités canadiennes pensent que le navire a coulé mais celui-ci est retrouvé le 12 mars 2013 au milieu de l'océan Atlantique Nord. Depuis, le navire n'a pas été retrouvé. 
Certaines sources affirment qu'il a fait naufrage, ce qui pourrait avoir des conséquences environnementales importantes, selon l'association française Robin des Bois, en raison des produits toxiques qu'il transportait, comme le fioul, le mercure ou l'amiante. 
Selon une information parue le 23 janvier 2014, le navire serait sur le point de toucher terre dans les eaux du Royaume-Uni. L'information a toutefois été démentie par les garde-côtes irlandais,.